# Armored Multi-Purpose Vehicle
Бронированная многоцелевая машина (AMPV — англ. Armored Multi-Purpose Vehicle).
Американский гусеничный бронетранспортёр нового поколения, разработанный компанией BAE Systems в рамках программы по замене устаревших многоцелевых бронетранспортёров семейства М113. AMPV спроектирован на базе БМП Bradley, что значительно упрощает техническое обслуживание, и логистику. Является предназначенным для широкого спектра задач на поле боя. Обладает усиленной защитой, высокой проходимостью и возможностью интеграции с современными системами управления войсками.
По состоянию на 2025 год предусмотрено 5 модификаций, каждая из которых выполняет определённую функцию в боевых порядках механизированных подразделений.

## История
Разработка AMPV началась в ответ на острую необходимость замены устаревших М113.
Бронетранспортёр M113 находился на вооружении армии США с начала 1960-х годов. За десятилетия эксплуатации машина продемонстрировала как свои сильные стороны, так и ряд серьёзных недостатков. Основной проблемой M113 оставалась недостаточная защищённость в условиях современного уличного боя. Уже в 1980-х годах значительную часть его задач начала выполнять боевая машина пехоты Bradley, что привело к постепенному смещению M113 во вспомогательные и тыловые роли.
Во время войны в Ираке уязвимость M113 перед угрозами в городской среде стала особенно заметной. В результате он был практически полностью вытеснен из передовой зоны машинами MRAP (Mine-Resistant Ambush Protected).
Однако, несмотря на прочность и выживаемость, MRAP не соответствовали всем требованиям армии: они отличались ограниченной грузоподъёмностью и недостаточной проходимостью на пересечённой местности. Это несоответствие в конечном итоге привело к формированию концепции новой универсальной платформы, которая могла бы объединить лучшие качества предшествующих машин.
В марте 2013 года Армия США объявила о запросе предложений на сумму 1,46 миллиарда долларов, направленный на проектирование и разработку бронетранспортёра AMPV. В рамках этапа инженерной и производственной разработки (EMD) предусматривалось изготовление 29 прототипов в течение четырёх лет, начиная с 2014 года. Стоимость этого этапа составила 388 миллионов долларов.
С 2018 по 2020 год было развёрнуто ограниченное начальное серийное производство (LRIP), в ходе которого планировалось выпустить 289 машин на общую сумму 1,08 миллиарда долларов. По завершении этого этапа, в 2020 году, армия приняла решение о серийной закупке ещё 2 618 единиц в течение последующих десяти лет. Таким образом, общее количество заказанных машин составило 2 901 экземпляр.